# 금지물질
금지물질은 사용이 금지된 물질이다. 대한민국에서는 화학물질관리법 제2조 5항에서는 "금지물질"이란 위해성이 크다고 인정되는 화학물질로서 모든 용도로의 제조, 수입, 판매, 보관·저장, 운반 또는 사용을 금지하기 위하여 환경부장관이 관계 중앙행정기관의 장과의 협의와 「화학물질의 등록 및 평가 등에 관한 법률」 제7조에 따른 화학물질평가위원회의 심의를 거쳐 고시한 것으로 정의하고 있다. 또한 산업안전보건법 제37조(제조 등의 금지) 제1항에서는 직업성 암을 유발하는 것으로 확인되어 근로자의 건강에 특히 해롭다고 인정되는 물질, 동법 제39조에 따라 유해성·위험성이 평가된 유해인자나 제40조에 따라 유해성·위험성이 조사된 화학물질 가운데 근로자에게 중대한 건강장해를 일으킬 우려가 있는 물질을 제조·수입·양도·제공 또는 사용하지 않도록 정하고 있으며, 동법 시행령 제29조에서 제조 등이 금지되는 유해물질을 아래와 같이 열거하고 있다.
1. 황린(黃燐) 성냥
2. 백연을 포함한 페인트(함유된 용량의 비율이 2퍼센트 이하인 것은 제외한다)
3. 폴리클로리네이티드터페닐(PCT)
4. 4-니트로디페닐과 그 염
5. 악티노라이트석면, 안소필라이트석면 및 트레모라이트석면
6. 베타-나프틸아민과 그 염
7. 백석면, 청석면 및 갈석면
8. 벤젠을 함유하는 고무풀(함유된 용량의 비율이 5퍼센트 이하인 것은 제외한다)
9. 제3호부터 제7호까지의 어느 하나에 해당하는 물질을 함유한 제제(함유된 중량의 비율이 1퍼센트 이하인 것은 제외한다)
10. 「화학물질관리법」제2조제5호에 따른 금지물질
11. 그 밖에 보건상 해로운 물질로서 산업재해보상보험및예방심의위원회의 심의를 거쳐 고용노동부장관이 정하는 유해물질